# Grimes (Alabama)
Grimes, est une ville du comté de Dale dans l'État d'Alabama, aux États-Unis,. Elle est située au sud-est du comté, à proximité de Dothan et de Napier Field.

## Histoire
La ville est initialement baptisée Abbeville Junction. Elle est rebaptisée, en 1893, lorsqu'une ligne ferroviaire est construite, la reliant à Abbeville : la ligne ne fait que 27 miles. La ville est incorporée en mai 1912, mais ne forme pas de gouvernement local. Elle est alors désincorporée en novembre 1947. Grimes est à nouveau incorporée en 2008.

## Démographie
| 1970 | 1980 | 1990 | 2000 | 2010 | - | - | - |
| ---- | ---- | ---- | ---- | ---- | - | - | - |
| 191  | 298  | 443  | 459  | 558  | - | - | - |

## Source de la traduction
- (en) Cet article est partiellement ou en totalité issu de l’article de Wikipédia en anglais intitulé « Grimes, Alabama » (voir la liste des auteurs).